# Kaluđerovo
Kaluđerovo (cyr. Калуђерово) – wieś w Serbii, w Wojwodinie, w okręgu południowobanackim, w gminie Bela Crkva. W 2011 roku liczyła 94 mieszkańców.